# Gare de Deerlijk
La gare de Deerlijk est une ancienne gare ferroviaire belge de la ligne 89, de Denderleeuw à Courtrai située sur le territoire de la commune de Deerlijk, dans la province de Flandre-Occidentale en Région flamande.
Mise en service en 1874 par les Chemins de fer de l’État belge, elle ferme aux voyageurs en 1984.

## Situation ferroviaire
Établie à 15 m d'altitude, la gare de Deerlijk était située au point kilométrique (PK) 56.6 de la ligne 89, de Denderleeuw à Y Zandberg (Courtrai) entre la gare ouverte de Vichte et la bifurcation de Zandberg. Dans cette direction s'intercalait autrefois la gare de Stasegem.

## Histoire
La station de Deerlyk est mise en service, le 25 mai 1874 par l'Administration des chemins de fer de l’État belge, qui a repris la ligne fin 1870. Il s'agit d'une station ouverte à tous les trafics. En 1876, une voie de garage avec quai de chargement est ajoutée. Un pont à peser est mentionné en 1880. La gare de Deerlijk situé sur une ligne alors à simple voie ne dispose toujours pas d'une voie de croisement en 1892.
La même année, un nouveau bâtiment de gare est mis en service. La construction de ce bâtiment, des dépendances et l'aménagement de la cour à marchandises ont été adjugés à la gare deTournai le 30 octobre et 6 novembre 1890.
La SNCB met fin à la desserte de Deerlijk par des trains de voyageurs le 3 juin 1984 lors de l'entrée en vigueur du plan IC-IR. La cour à marchandises est supprimée en août 1987.
L'entreprise voisine Casier Recycling spécialisée dans le recyclage des métaux et le ferraillage de matériel ferroviaire, conserve un raccordement à la ligne 89 ainsi que l'ancienne voie de garage de la cour à marchandises.

### Nom de la gare
L'écriture du nom de la gare évolue était initialement « Deerlyck » ; le 1er février 1938, elle devient « Deerlijk ».

## Patrimoine ferroviaire
Le bâtiment des recettes, vacant après la fermeture, a été réhabilité en brasserie « De Statie ».
Bâti en 1892, peut-être en remplacement d'un édifice provisoire, il appartient au plan type 1881 des Chemins de fer de l’État belge et possède une aile de cinq travées disposée à droite du corps de logis. La marquise de quai, démontée depuis, recouvrait trois travées de cette aile ; une marquise en matériaux plus légers a été adjointe aux travées 2 à 4. Le reste devait servir de locaux de service (il n'y avait pas de halle aux marchandises à Deerlijk).
Depuis 2009, il est listé parmi les biens à valeur patrimoniale. La rénovation entamée peu après a créé un appartement à l'étage et un restaurant-brasserie au rez-de-chaussée du bâtiment ; l'aile gauche qui abritait les dépendances a été transformée en hébergements pour le personnel de la société de ferraillage Casier.

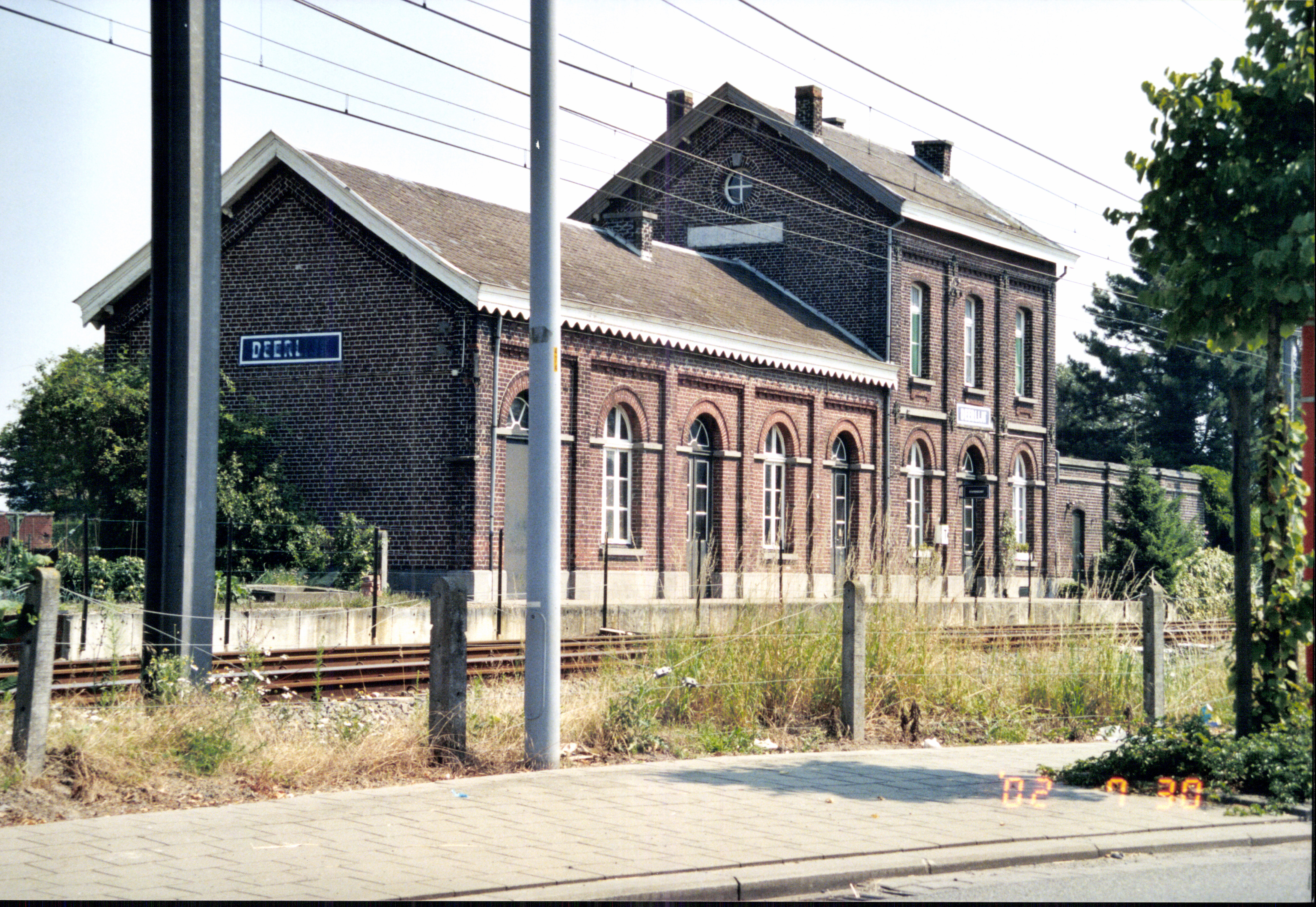
Vue côté voies.
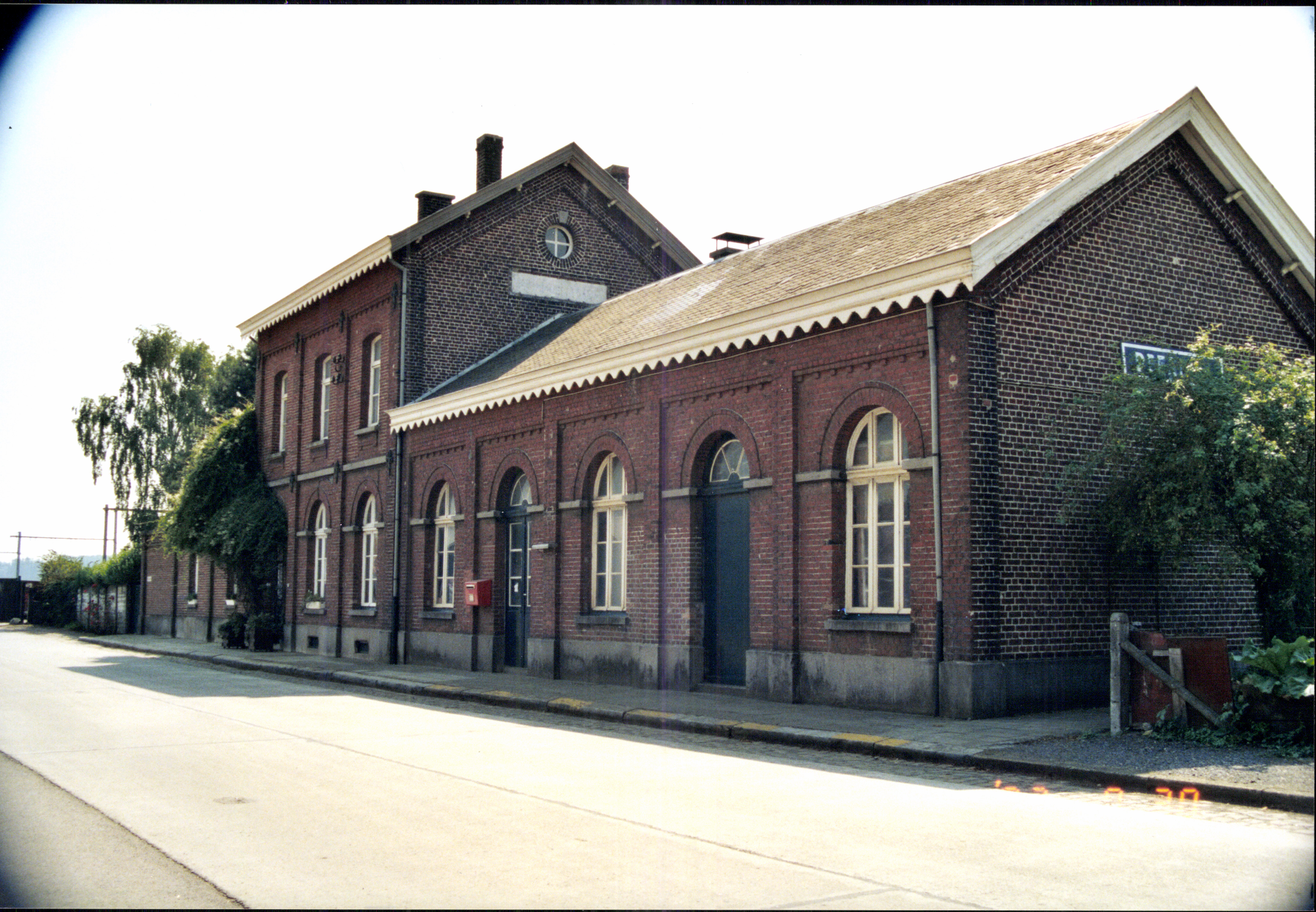
Côté rue.
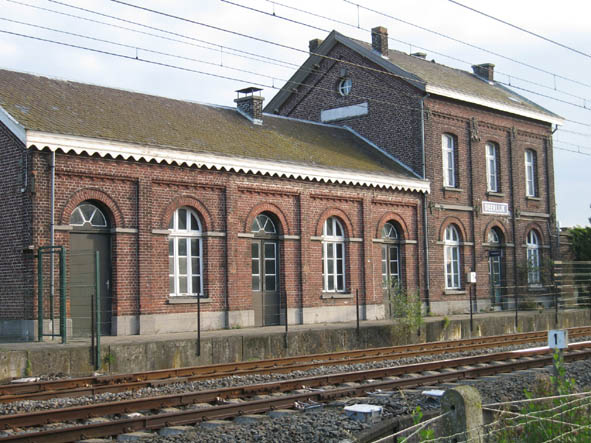
Détail.